# Valga (Estònia)
Valga (alemany: Walk ) és una ciutat del sud d’Estònia i la capital del comtat de Valga i la parròquia de Valga. Fins a la seva separació el 1920, Valga i la ciutat de Valka al nord de Letònia eren una sola ciutat. Ara són ciutats bessones. L'àrea de Valga és de 16.5 km² i la de Valka és de 14.2 km². La seva població és de 12.261 i 6.164, respectivament. El 21 de desembre de 2007 es van suprimir tots els punts de pas fronterer i es van obrir carreteres i tanques entre els dos països i ambdós països es van adherir als Acords de Schengen.

## Ubicació i transport
La distància a Tartu és 89 km, Pärnu 144 km, Tallinn 245 km, Riga 175 km i Pskov 170 km.
Valga es troba en una cruïlla de carreteres i ferrocarrils.
El ferrocarril Valga - Võru - Koidula arriba a la ciutat. Els trens van deixar de circular l'any 2001. Els trens de mercaderies de la línia Valga - Võru - Koidula s'han retallat significativament després de la invasió russa d'Ucraïna.
La línia de ferrocarril Tartu-Valga també dona servei a aquesta estació. Després de tancar l'abril de 2008 per a grans treballs de reparació, els serveis ferroviaris d'Edelaraudtee des d'altres parts d’Estònia fins a Valga es van reobrir el gener de 2010.
Amb l'ampliació de l'Acord de Schengen i l'abolició dels controls fronterers sistemàtics entre Estònia i Letònia, es va anunciar que es posaria en marxa el transport públic comú d'autobús entre Valga i Valka.
Durant la Guerra Freda, Valga va ser la seu de la base aèria de Valga.

## Districtes de Valga
Hi ha sis districtes de Valga:
- Kesklinn

- Laatsi

- Pilpaküla

- Puraküla

- Kapsamõisa (Raudteetaguse)

- Tambre.[6]

## Activitat

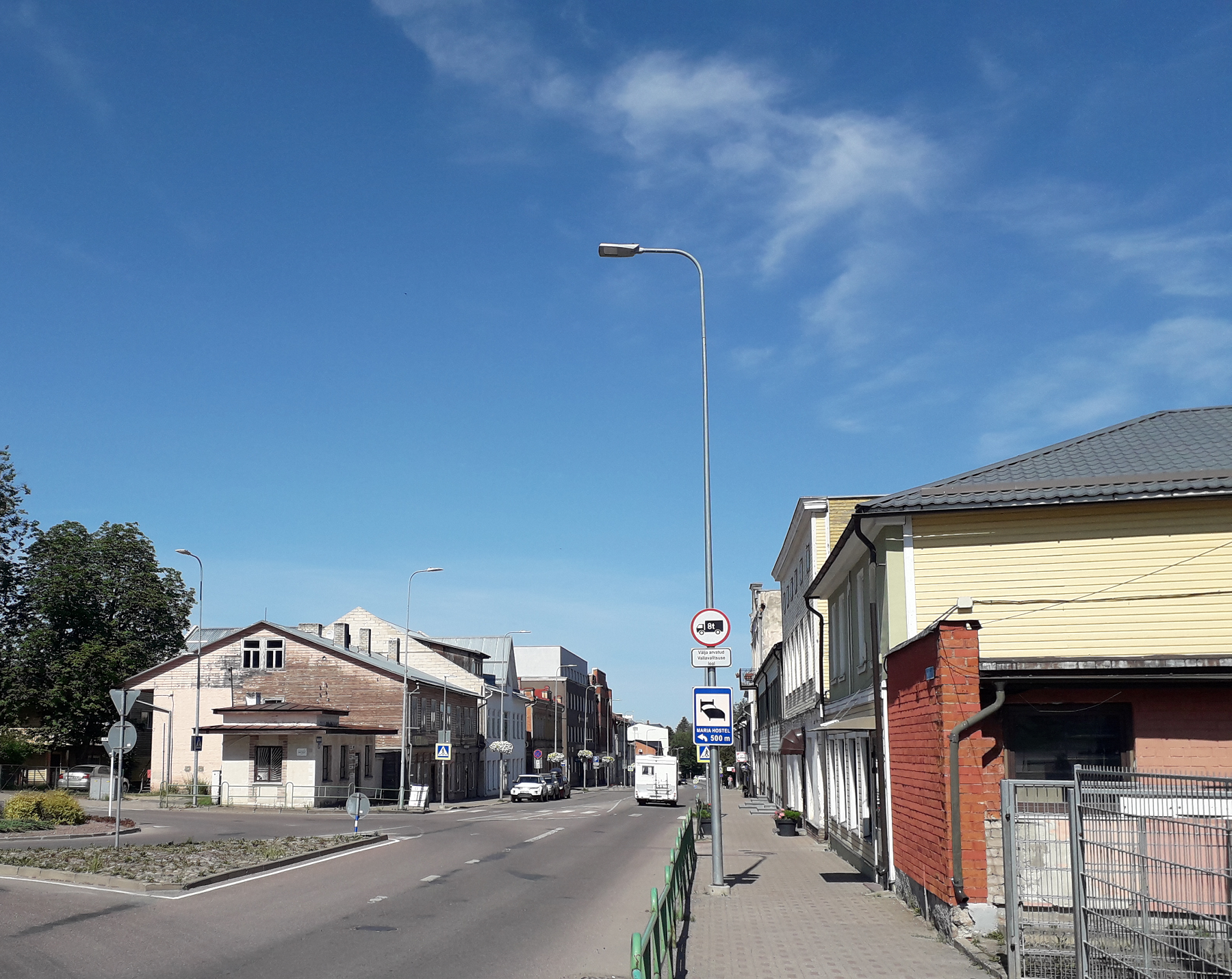
Un dels carrers principals

Des de 1944 s'ha publicat un diari local, Valgamaalane, (3 cops per setmana). Des de 2003, també hi ha un diari local Walk (en llengua russa). També hi ha una oficina de la televisió d'Estònia (Eesti Televisioon) i una ràdio local: "Raadio Ruut".
L'antic municipi urbà de Valga ha establert associacions amb nombroses poblacions, la majoria de països estrangers, que s'enumeren en un subapartat especial a continuació.
Valga es desenvolupa ràpidament. Des de 1996, la qualitat de vida de la població ha millorat gràcies a la renovació de diversos edificis, com ara la Biblioteca Central, l'Estadi de Valga, el Museu, l'Hospital de Valga i el Centre de Cultura i Afició. Pas a pas, també s'estan modernitzant les escoles i llars d'infants. Des de l'any 2003, una nova depuradora ha millorat la qualitat de l'aigua del municipi.
En el sector privat, hi ha hagut grans inversions en comerç, indústria lleugera i silvicultura.

## Demografia
| Ètnia       | cens d'Estònia 1922 | cens d'Estònia 1922 | Cens d'Estònia 1934 | Cens d'Estònia 1934 | 1941      | 1941 | 1970      | 1970 | 1979      | 1979 | 1989      | 1989 | 2000      | 2000 | 2011      | 2011 | Cens d'Estònia 2021 | Cens d'Estònia 2021 |
| Ètnia       | Quantitat           | %                   | Quantitat           | %                   | Quantitat | %    | Quantitat | %    | Quantitat | %    | Quantitat | %    | Quantitat | %    | Quantitat | %    | Quantitat           | %                   |
| ----------- | ------------------- | ------------------- | ------------------- | ------------------- | --------- | ---- | --------- | ---- | --------- | ---- | --------- | ---- | --------- | ---- | --------- | ---- | ------------------- | ------------------- |
| Estonians   | 6997                | 74.0                | 8919                | 82.3                | 7941      | 88.9 | 9635      | 57.4 | 10052     | 54.4 | 9383      | 52.9 | 8970      | 62.6 | 7886      | 64.3 | 7110                | 59.2                |
| Russos      | 443                 | 4.69                | 368                 | 3.39                | 209       | 2.34 | 5241      | 31.2 | 6164      | 33.4 | 6140      | 34.6 | 3913      | 27.3 | 3224      | 26.3 | 3160                | 26.3                |
| Ucraïnesos  | -                   | -                   | 6                   | 0.06                | -         | -    | 554       | 3.30 | 766       | 4.15 | 720       | 4.06 | 421       | 2.94 | 386       | 3.15 | 363                 | 3.02                |
| Belarussos  | -                   | -                   | -                   | -                   | -         | -    | 170       | 1.01 | 322       | 1.74 | 307       | 1.73 | 211       | 1.47 | 156       | 1.27 | 159                 | 1.32                |
| Finlandesos | -                   | -                   | 1                   | 0.01                | 7         | 0.08 | 121       | 0.72 | 136       | 0.74 | 126       | 0.71 | 99        | 0.69 | 55        | 0.45 | 40                  | 0.33                |
| Jueus       | 393                 | 4.16                | 262                 | 2.42                | 0         | 0.00 | 73        | 0.43 | 31        | 0.17 | 24        | 0.14 | 13        | 0.09 | 7         | 0.06 | 3                   | 0.02                |
| Letons      | -                   | -                   | 1037                | 9.56                | 606       | 6.79 | 382       | 2.27 | 448       | 2.43 | 456       | 2.57 | 334       | 2.33 | 262       | 2.14 | 679                 | 5.65                |
| Alemanys    | 182                 | 1.92                | 143                 | 1.32                | -         | -    | -         | -    | 273       | 1.48 | 241       | 1.36 | 36        | 0.25 | 27        | 0.22 | 34                  | 0.28                |
| Tàtars      | -                   | -                   | 0                   | 0.00                | -         | -    | -         | -    | 28        | 0.15 | 27        | 0.15 | 18        | 0.13 | 13        | 0.11 | 10                  | 0.08                |
| Polonesos   | -                   | -                   | 35                  | 0.32                | 20        | 0.22 | -         | -    | 68        | 0.37 | 68        | 0.38 | 35        | 0.24 | 24        | 0.20 | 15                  | 0.12                |
| Lituans     | -                   | -                   | 6                   | 0.06                | 4         | 0.04 | 34        | 0.20 | 24        | 0.13 | 41        | 0.23 | 32        | 0.22 | 29        | 0.24 | 23                  | 0.19                |
| Desconegut  | 13                  | 0.14                | 18                  | 0.17                | 4         | 0.04 | 0         | 0.00 | 0         | 0.00 | 0         | 0.00 | 46        | 0.32 | 30        | 0.24 | 102                 | 0.85                |
| Altres      | 1427                | 15.1                | 47                  | 0.43                | 139       | 1.56 | 585       | 3.48 | 162       | 0.88 | 189       | 1.07 | 195       | 1.36 | 162       | 1.32 | 312                 | 2.60                |
| Total       | 9455                | 100                 | 10842               | 100                 | 8930      | 100  | 16795     | 100  | 18474     | 100  | 17722     | 100  | 14323     | 100  | 12261     | 100  | 12010               | 100                 |

| Any      | 1881  | 1897   | 1922  | 1934   | 1959   | 1970   | 1979   | 1989   | 2000   | 2011   | 2017   | 2021   |
| -------- | ----- | ------ | ----- | ------ | ------ | ------ | ------ | ------ | ------ | ------ | ------ | ------ |
| Població | 4.200 | 10.900 | 9.500 | 10.800 | 13.300 | 17.000 | 18.500 | 17.700 | 14.323 | 12.261 | 12.452 | 12.010 |

| Llenguatge | Cens de 2000 | Cens de 2000 | Cens de 2011 | Cens de 2011 | Cens de 2021 | Cens de 2021 |
| Llenguatge | Número       | %            | Número       | %            | Número       | %            |
| ---------- | ------------ | ------------ | ------------ | ------------ | ------------ | ------------ |
| estonià    | 8.772        | 61.24        | 7.573        | 61,77        | 6.818        | 56,76        |
| rus        | 4.744        | 33.12        | 4.113        | 33.55        | 4.095        | 34.09        |
| letó       | 259          | 1,81         | 191          | 1,56         | 531          | 4.42         |
| Ucraïnès   | 192          | 1.34         | 159          | 1.30         | 134          | 1.12         |
| Belarús    | 75           | 0,52         | 23           | 0,19         | 24           | 0,20         |
| Total      | 14.323       | 14.323       | 12.261       | 12.261       | 12.010       | 12.010       |

## Clima
Valga es troba dins de la zona de clima continental temperat humit.

## Història
- 1286: Valga (sota el nom alemany Walk) apareix per primera vegada en el registre de crèdit de la ciutat de Riga.

- 1298, 1329, 1345: Walk sofreix de saquejos realitzats per lituans que són dirigits pel Gran Duc Gediminas i Algirdas en segona i tercera ocasions.

- 1419: Caminar es converteix en la seu de la Landtag de la Confederació Livónica.

- 1481: Un atac dels russos; l'assentament es crema per quarta vegada.

- 1500: Passeig, un assentament en el cor de la Vella Livonia que no està fortificada, es tria com la ubicació per als dies d'assemblea de la ciutat 36 vegades fins a 1500.

- 1501: Durant un altre aplanament per part dels russos, l'assentament es crema per cinquena vegada.

- 1558: Durant la Guerra de Livònia l'assentament medieval de Walk està completament destruït.

- 1584 11 de juny: A Valga se li concedeix la mateixa carta i byelaws que a Riga per Esteve Bathory, el Rei de Polònia.

- 17 d'abril: El Rei de Polònia, Sigismund III Vasa, ratifica per segona vegada la Carta. A Valga se li concedeixen les seves armes de la ciutat.

- 1600: El primer mapa de la ciutat, mostrant 42 propietats de la casa. La ciutat té 7 km de llarg i entre 0,25 i 0,5 d'ample.

- 1626: Després de la Valga de la Guerra Romanès-Sueca es converteix en el tema de Suècia. El 6 de març, el rei Gustavus Adolphus de Suècia confirma els privilegis existents.

- 1657: El 9 de juliol, un exèrcit suec baix Friedrich von Löwen derrota a un exèrcit rus baix Scheremetchev en la batalla de Walk.

- 1721: Com a resultat de la Gran Guerra del Nord, Valga està sotmesa al domini rus juntament amb la resta d'Estònia.

- 5 d'octubre: l'emperadriu Caterina II de Rússia confirma els privilegis de la ciutat.

- 1783: Durant la Regència de Caterina II de Rússia es forma el Comtat de Valga (Kreis Walk).

- 1780: S'erigeixen els primers edificis de pedra: una església, una escola i oficines del comtat.

- 1789: Inspector de terres O.S. Engell elabora el mapa de Valga mostrant 76 parcel·les amb cases.

- 1816: L'edifici de l'Església de Sant Joan està acabat.

- 1819: 451 habitants vivien a la ciutat (79,6% d'ells alemanys, 10,0% letons, 7,5% russos i 2,9% estonians)[18]

- 1876: Walkscher Anzeiger, el primer periòdic de Valga, en alemany, es publica.

- 1889: S'obre l'estació de tren de Valga. El 22 de juliol s'obre oficialment la línia ferroviària Tartu-Valga.

- 16 de desembre: Es va fundar la Societat de la Temperància de Valga.

- 1896: S'obre el ferrocarril Pärnu-Valga.

- 1901, 7 de desembre: Juntament amb els letons, els estonians aconsegueixen guanyar les eleccions sobre els alemanys bàltics en Valga, la primera ocasió en territori estonià. El químic Johannes Märtson és elegit alcalde.

- 1902: En la construcció de la Societat de la Temprança es va fundar la societat social Säde; Andres Alver, l'oficial mèdic del comtat, és elegit president. El ferrocarril Valga-Marienburg està obert.

- 1902, 24 de juny: El comandant militar estonià Alfons Rebane va néixer a Valga.

- 1908: El Pronòstic de les Nenes es transforma en el Gimnàs amb Marta Pärna com a principal.

- 1909: S'inicia la construcció de l'edifici Säde (arquitecte Georg Hellat).

- 1913: 16194 habitants vivien a la ciutat (51% d'ells estonians, 25,1% letons, 15,5% russos, 4,0% alemanys, 2,1% jueus).

- 1917: Un zepelín alemany vola per la ciutat i cau quaranta bombes altament explosives sense colpejar l'objectiu principal, l'estació de tren.

- 1918, 11 de gener: El Consell de Delegats dels Treballadors, Soldats i Homes Sense Terra del Comtat de Valga gana poder a la ciutat. El 12 de febrer l'exèrcit alemany ocupa Valga.

- 1919, 11 de gener: El gimnàs estonià de Valga està obert al carrer 22 Kesk. Per primera vegada en la història de l'ensenyament secundari en Valga, l'idioma d'ensenyament és l'estonià en lloc de l'alemany. A la fi de gener, 107 víctimes d'actes de terror bolxevics es troben en cinc fosses comunes al voltant de Valga; 67 persones són portades com a ostatges. El 31 de gener se celebra la Batalla de Paju i, en conseqüència, Valga s'allibera dels bolxevics.

- 1920, 1 de juliol: L'enviat britànic Coronel S. G. Tallents estableix de manera concloent la frontera entre Estònia i Letònia, posant fi a les seves disputes i la ciutat de Valga es divideix en zones estoniana i letona basades en l'etnicitat. Valga pròpiament dita, fins a Konnaoja i Luke graveyard, roman intacta sota el règim estonià.

- 1921, 11 de febrer: El decret del govern estonià estableix el territori del comtat de Valga. Valga es converteix en un centre del comtat.

- 1940, 17 de juny: Comença l'ocupació soviètica i amb ella les repressions polítiques contra estonians i letons en Valga/Valka, incloses les deportacions massives al juny de 1941.

- 1941 9 de juliol: Valga està ocupada per tropes alemanyes.

- 1944, 19 de setembre: En el curs dels intensos combats, Valga s'allibera de l'ocupació alemanya d'Estònia. Se substitueix immediatament per l'ocupació soviètica d'Estònia.

- 1988. Es funda la Societat Valga per a la Protecció de les Antiguitats. El 27 de novembre, per iniciativa de la Societat, es commemora l'inici de la Guerra d'Alliberament en el monument commemoratiu dels morts en la guerra.

- 1989, 24 de febrer: La primera bandera d'Estònia del període d'independència restablert s'aixeca en el pal de la bandera del carrer 12 Aia.

- 1992, 24 de maig: La base de l'exèrcit rus en Valga és ocupada, i més tard es converteix en el lloc de guàrdia de fronteres.

- 1993, 17 d'octubre: Se celebren les primeres eleccions lliures del consell municipal després del restabliment de la independència.

- 1994, 31 de gener: En el 75è aniversari de la batalla de Paju s'obre un monument a ella. Els dies 21 i 25 de juny se celebren a tot el món dies de gent del comtat de Valga.

## Ciutats agermandes
L'antic municipi de Valga, Estònia, estava agermanat amb:
- Durbuy, Bèlgica

- Hallsberg, Suècia

- Haparanda, Suècia

- Tvrdošín, Eslovàquia

- Kobylnica, Polònia

- Kościelisko, Polònia

- Lübz, Alemanya

- Weissenburg-Gunzenhausen, Alemanya

- Oakland, Estats Units

- Orimattila, Finlàndia

- Tornio, Finlàndia

- Uusikaupunki, Finlàndia

- Valka, Letònia

- Östhammar, Suècia

- Pskov, Russia

- Novoye Devyatkino, Russia

## Veïns destacats
- Aleksander Jaakson (1892–1942), militar i polític

- Alfred Neuland (1895–1966), aixecador de peses i el primer medallista d'or olímpic d'Estònia

- Alfons Rebane (1908–1976), comandant militar

- Kazimierz Świątek (bielorús: Казімір Свёнтак, 1914–2011), primer cardenal de l'Església Catòlica Romana a la Bielorússia independent[20]

- Paul Viiding (1904–1962), poeta

## Galeria

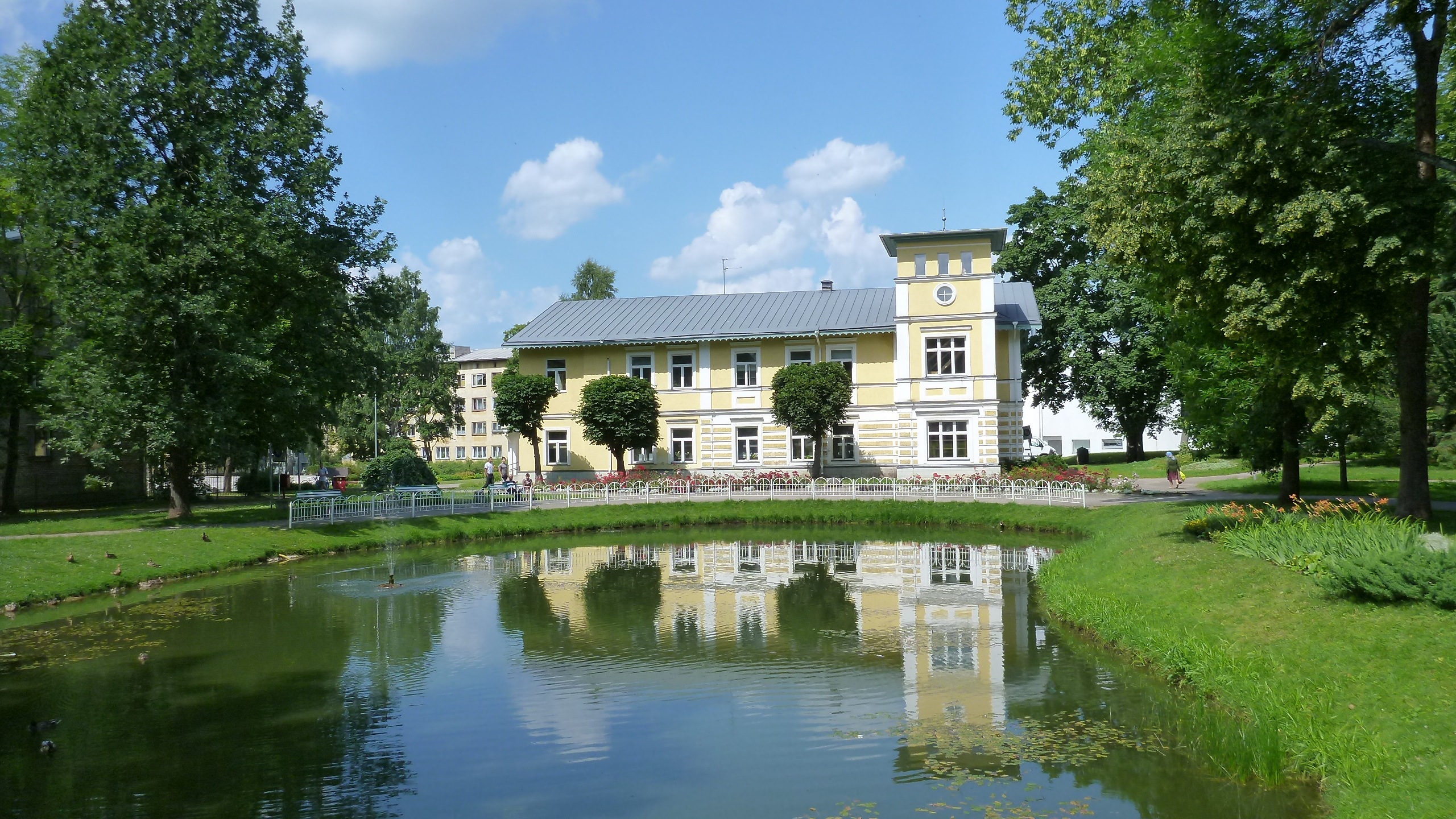
Biblioteca principal de Valga
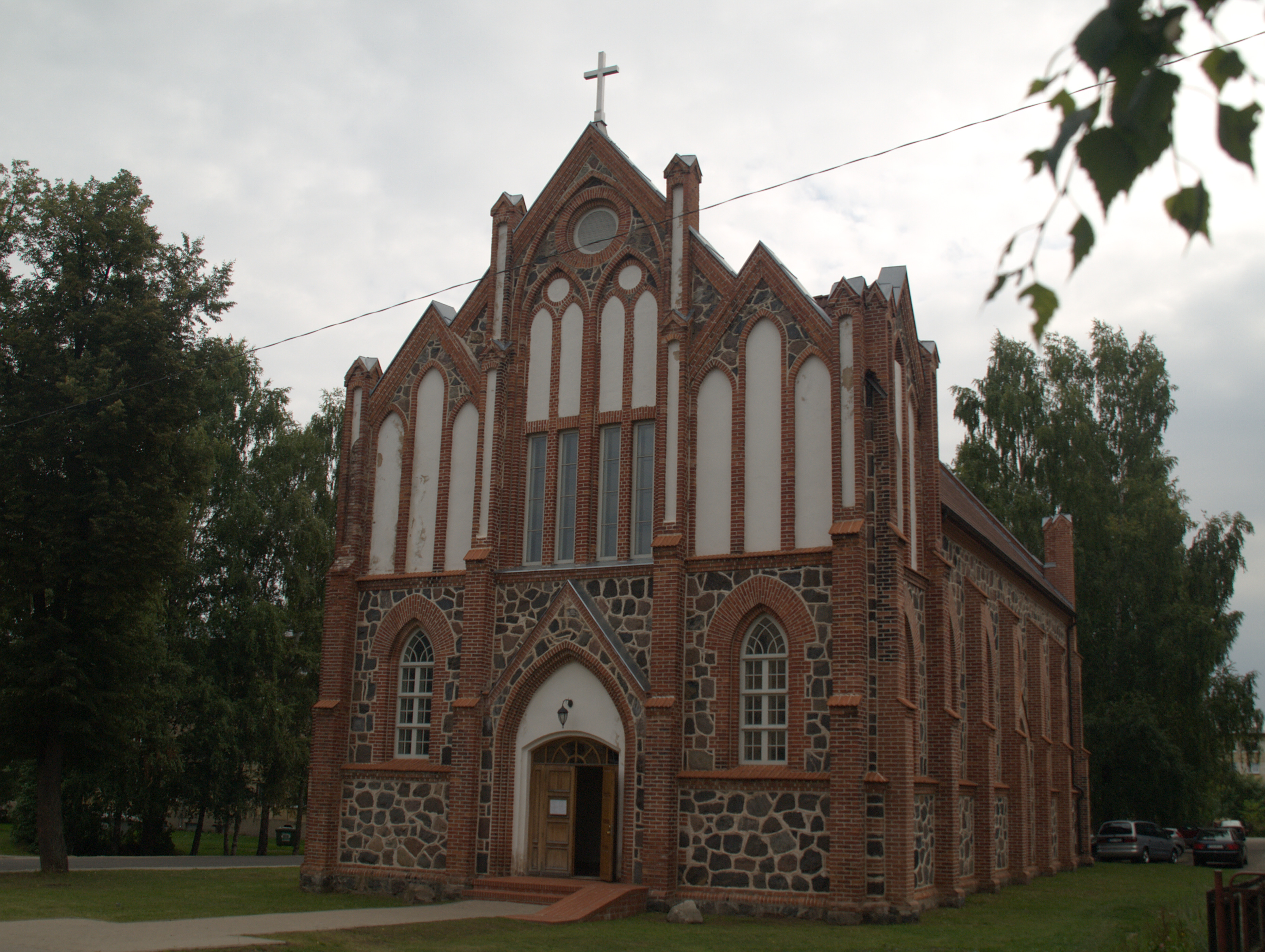
Església de l'Esperit Sant
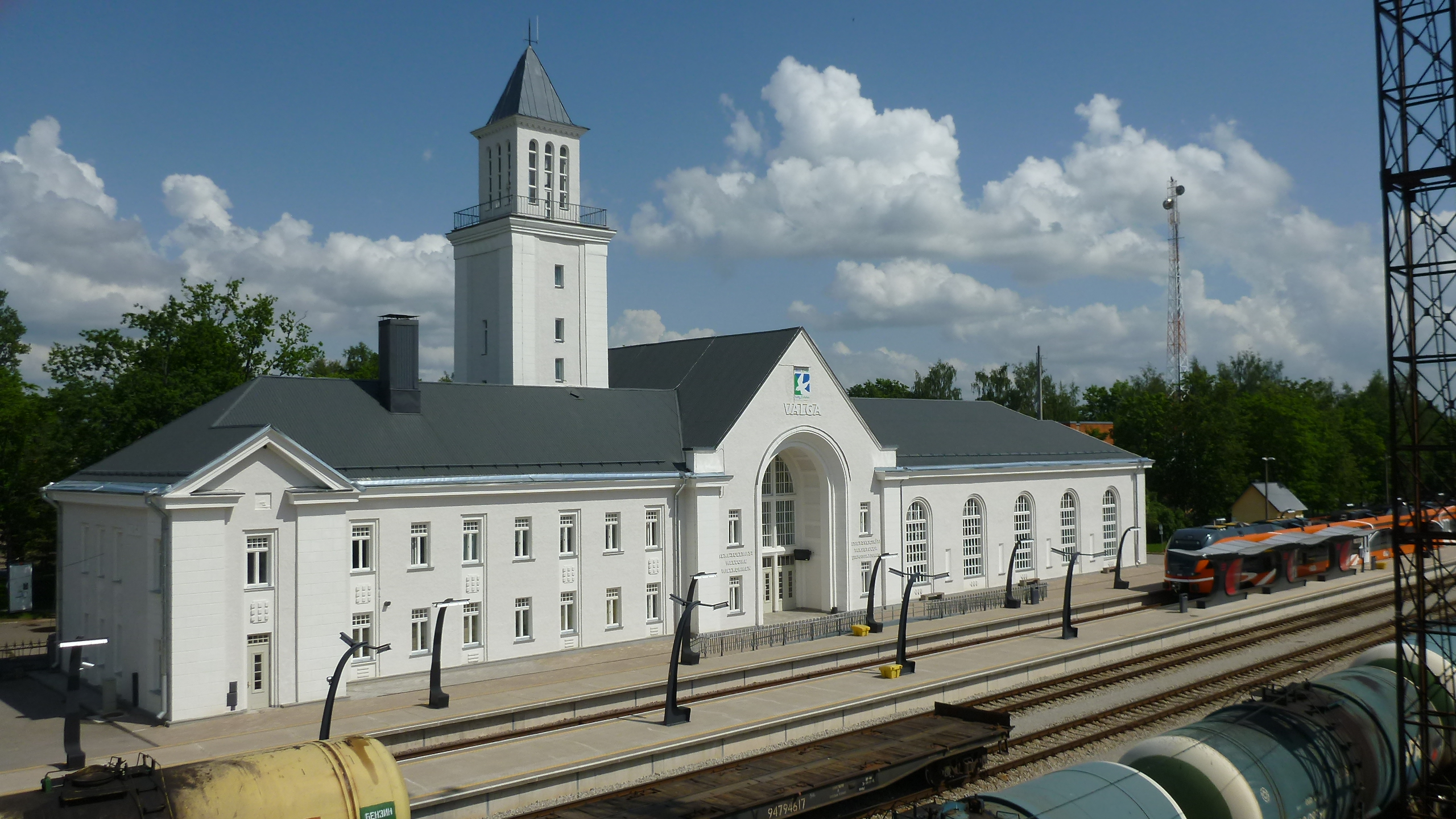
Estació de tren de Valga
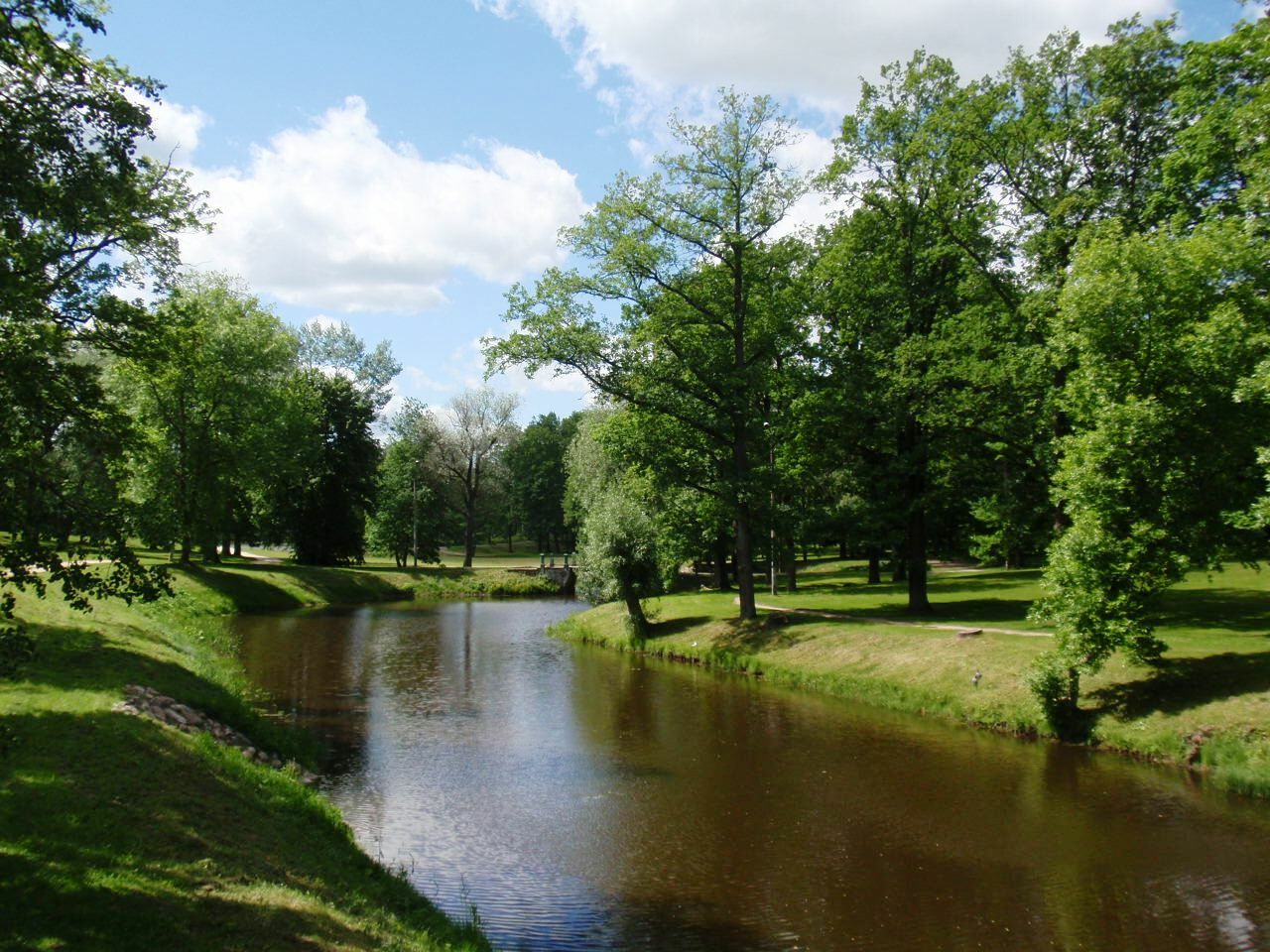
Valga Linnapark
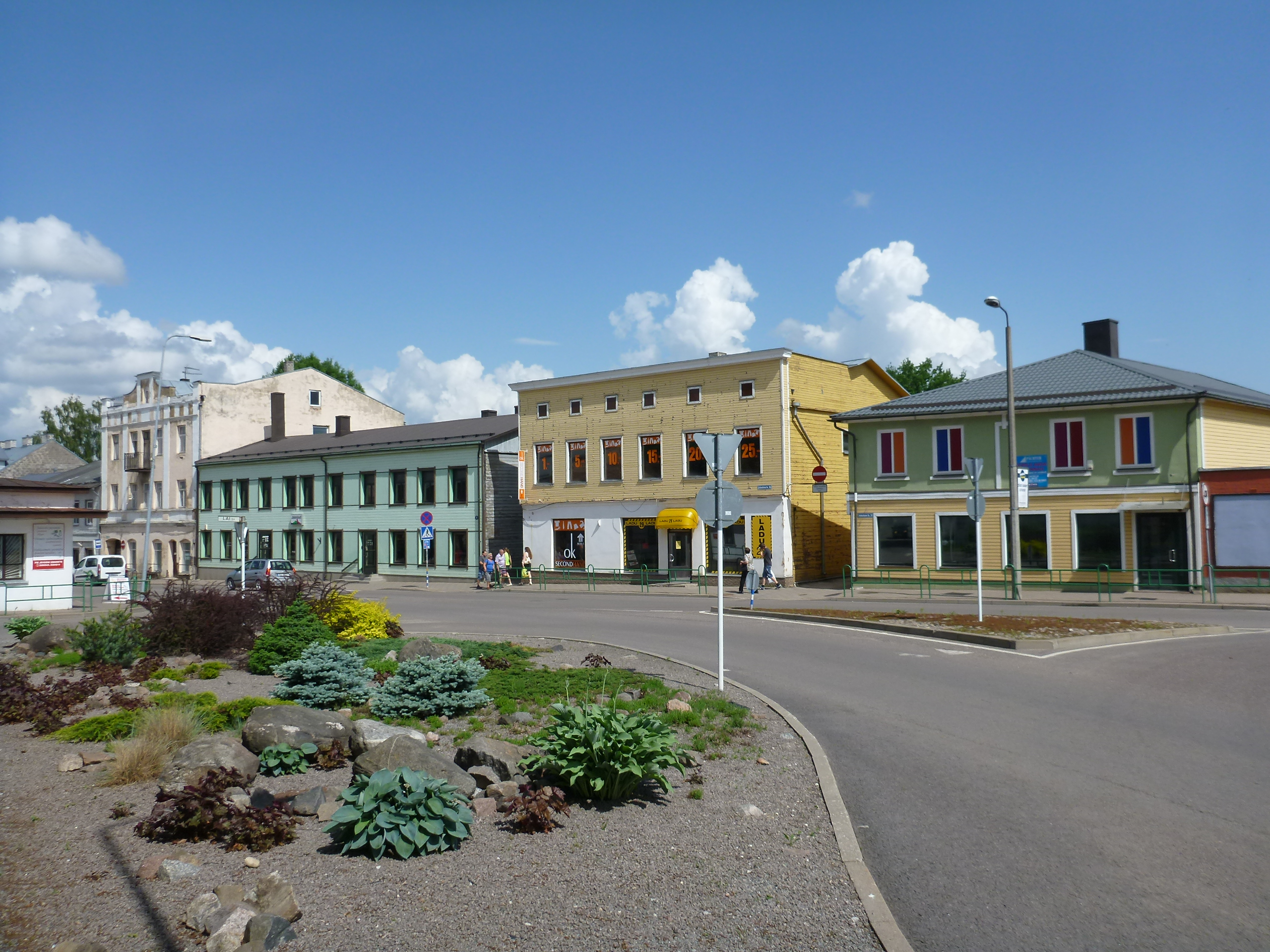
carrer Vabaduse
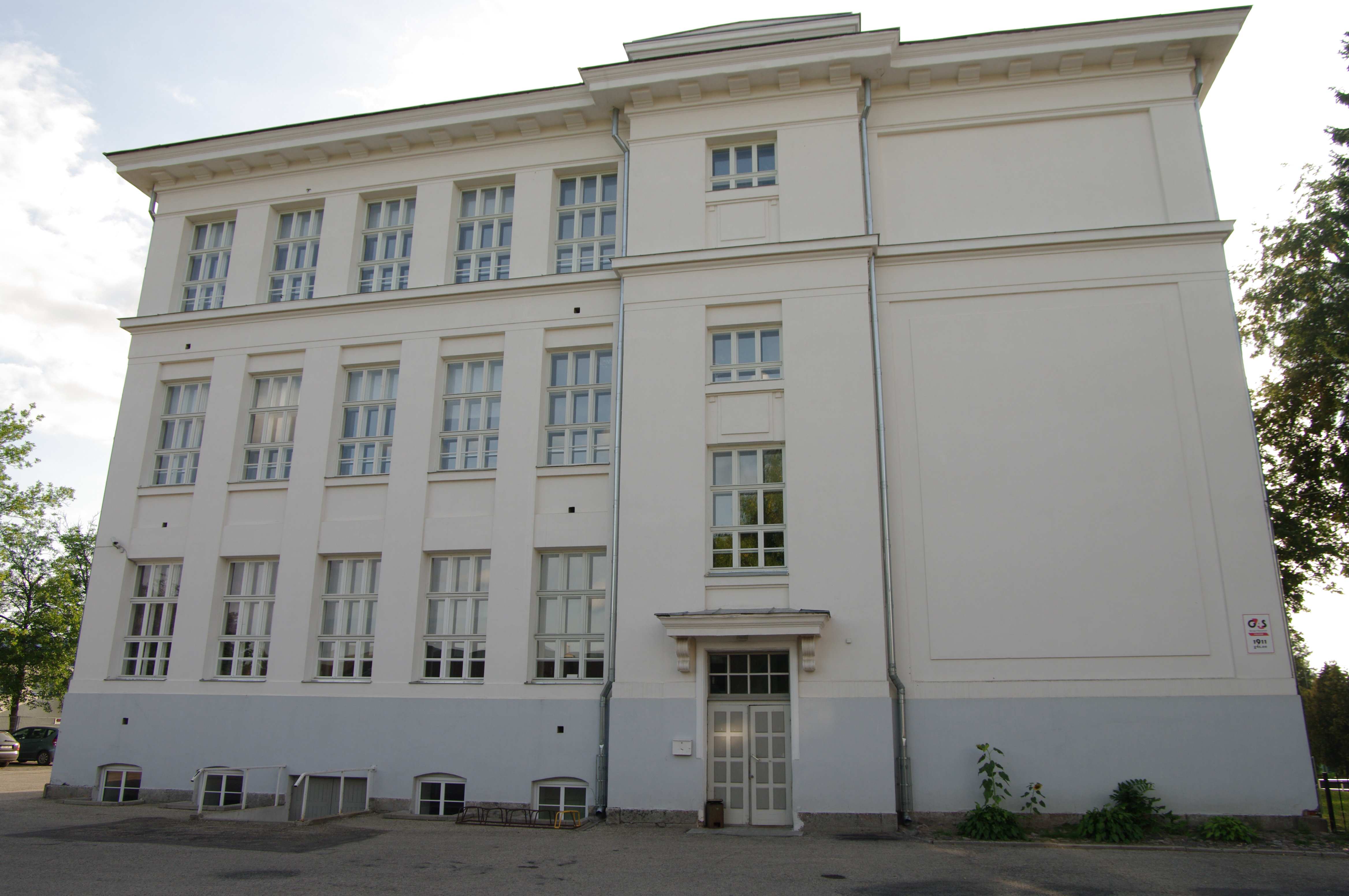
Gimnàs Valga
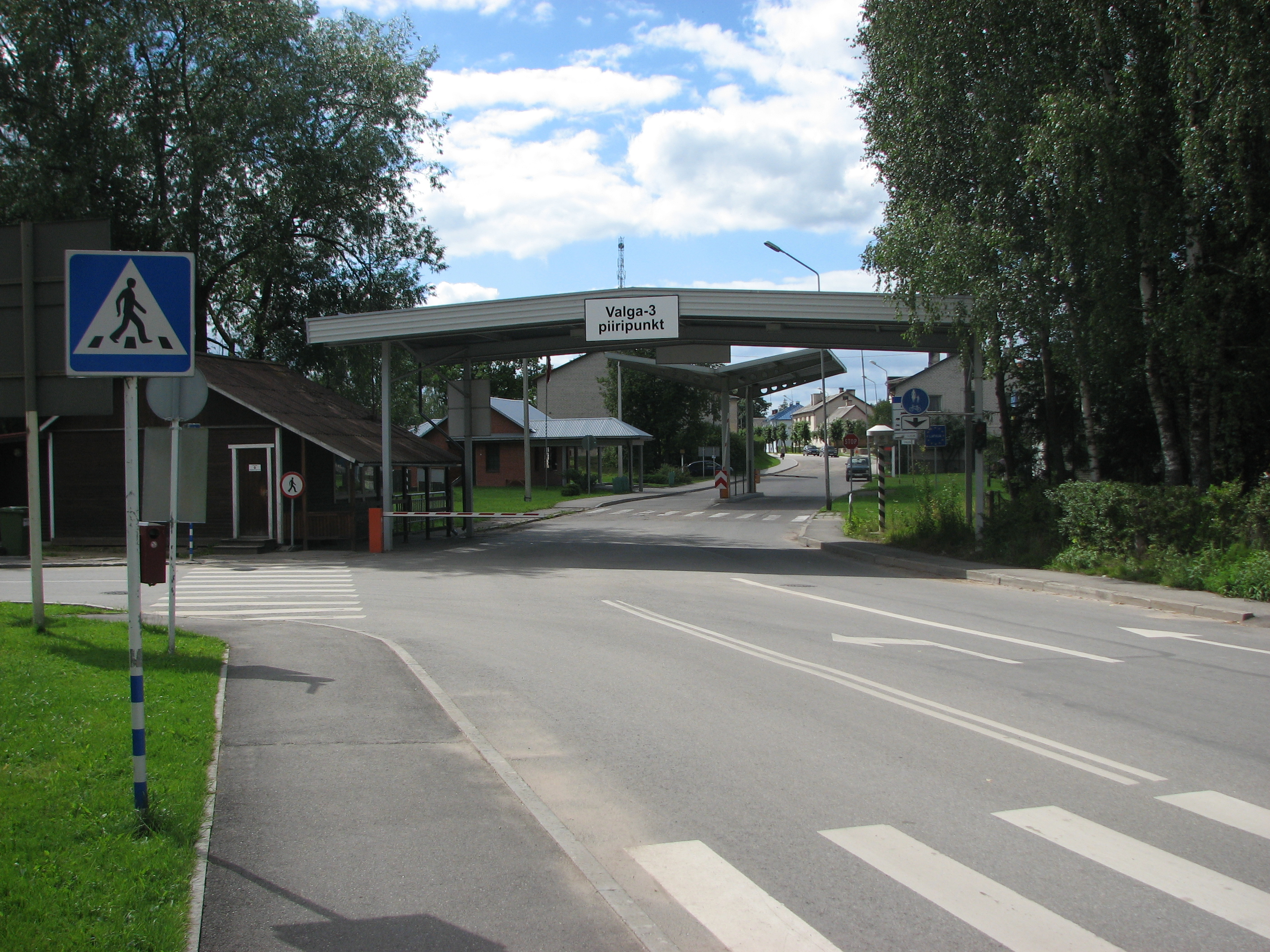
Carrer Sepa / Carrer Semināra. La frontera i el punt de control entre Valga, Estònia i Valka a Letònia des del costat estonià
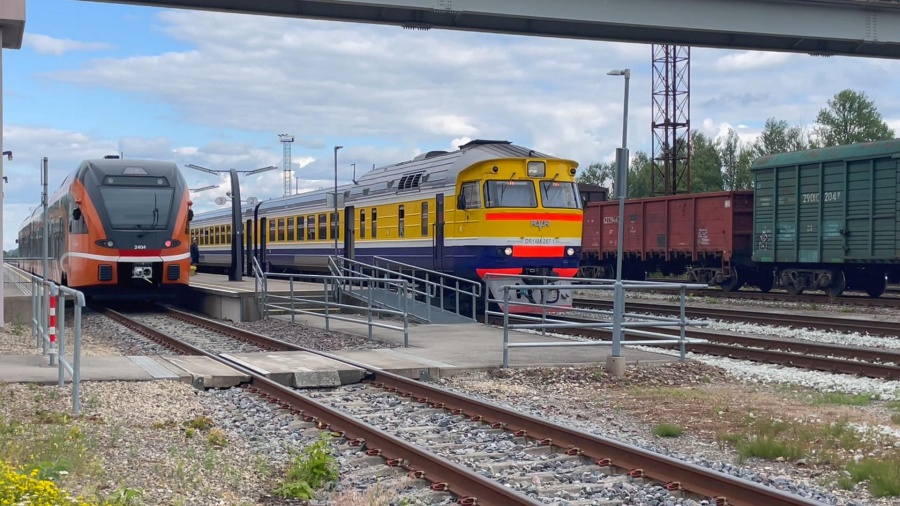
Tren estonià i lletó a Valga